# NGC 5098
NGC 5098 est constitué de deux lointaines galaxies, l'une elliptique (PGC 46529, à l'ouest) et l'autre lenticulaire,. Cette paire est située dans la constellation des Chiens de chasse. La vitesse de la paire par rapport au fond diffus cosmologique est de 11 597 ± 31 km/s, ce qui correspond à une distance de Hubble de 171 ± 12 Mpc (∼558 millions d'al).